# Иларион (Серафимовский)
Митрополит Иларион (макед. Митрополитот Иларион, в миру Ивица Серафимовский; 13 января 1973, Куманово, Социалистическая Республика Македония) — епископ Македонской православной церкви, митрополит  Брегалничский.

## Биография
Родился в 13 января 1973 года в Куманове в македонской православной семье.
После окончания средней школы в Куманово, поступил в 1989 году в духовную семинарию Македонской православной церкви в Скопье, где проявил интерес к монашеству. По окончании пятилетнего курса семинарии поступил на богословский факультет Скопского университета.
9 октября 1994 года был пострижен в монашество с именем Иларион, а 10 октября в монастыре святого Наума был рукоположен в сан иеродиакона митрополитом Дебарско-Кичевским Тимофеем (Йовановским), после чего в течение года служил в монастыре.
В 1995 году вместе с архимандритом Парфением положил начало восстановлению монашеской жизни в Бигорском монастыре, где 11 сентября 1996 года митрополитом Дебарско-Кичевским Тимофеем был рукоположен в сан иеромонаха.
21 июня 1997 года с разрешения настоятеля и митрополита Тимофея покинул Бигорский монастырь митрополитом Стефаном (Веляновским) был поставлен во главе Лесновского монастыря, а 28 января 1998 года — его игуменом.
7 апреля 2003 года согласно решению Синода Македонской православной церкви митрополитом Агафангелом (Станковским) в Соборе святителя Николая в городе Штипе был возведён в сан архимандрита.
29 июня 2006 года по переложению митрополита Агафангела Священным Синодом Македонской православной церкви был избран для рукоположения в сан епископа с титулом Баргалский.
12 июля 2006 года состоялось его наречение, а 13 июля был рукоположен в сан епископа в соборе святителя Николая в городе Штипе, став 11 епископом в Священном Синоде Македонской Православной Церкви.
22 августа 2006 года решением Синода был назначен епархиальным архиереем  Брегалничской епархии с возведением в сан митрополита.
19 октября 2006 года в соборе святителя Николая в Штипе состоялась его интронизация. Проживает в братстве Лесновского монастыря.